# ویلارد هاوس
ویلارد هاوس (انگلیسی: Veillard House) یک خانه تاریخی است که در سن پترزبورگ، فلوریدا قرار دارد. در ۲۹ اکتبر ۱۹۸۲ این مکان در فهرست اماکن تاریخی آمریکا قرار گرفت.